# Aleuria
Aleuria es un género de hongos del filo Ascomycota. Una de las especies más conocidas es Aleuria aurantia. Las especies Aleuria son saprótrofas.

## Descripción
El género se distingue por su ausencia de laminillas y por su naturaleza epigena. Los ascosporas son claramente reticuladas. Las especies por lo general son de un color fuerte brillante. Los ascocarpos por lo general miden más de 1 cm de diámetro.

## Especies
- Aleuria alpina
- Aleuria amplissima
- Aleuria applanata
- Aleuria ascophanoides
- Aleuria aurantia
- Aleuria balfour-browneae
- Aleuria boudieri
- Aleuria carbonicola
- Aleuria cestrica
- Aleuria crassa
- Aleuria crassiuscula
- Aleuria crucibulum
- Aleuria dalhousiensis
- Aleuria exigua
- Aleuria gigantea
- Aleuria gonnermannii
- Aleuria ingrica
- Aleuria isochroa
- Aleuria latispora
- Aleuria lloydiana
- Aleuria luteonitens
- Aleuria marchica
- Aleuria medogensis
- Aleuria mellea
- Aleuria membranacea
- Aleuria mespiliformis
- Aleuria michiganensis
- Aleuria murreana
- Aleuria nemorosa
- Aleuria nucalis
- Aleuria ollula
- Aleuria pectinospora
- Aleuria phaeospora
- Aleuria reperta
- Aleuria riparia
- Aleuria saccardoi
- Aleuria splendens
- Aleuria sylvestris
- Aleuria tectipus
- Aleuria tuberculosa